# 棕斑宽吻鲀
棕斑宽吻鲀（学名：Amblyrhynchotes rufopunctatus，又名棕斑丽纹鲀）为輻鰭魚綱魨形目四齒魨亞目四齒鲀科宽吻鲀属的鱼类，為熱帶海水魚，分布於南中國海海域，棲息在底層水域，生活習性不明。该物种的模式产地在南海。